# 小杉晃
小杉 晃（こすぎ あきら、1947年2月3日 - 2012年10月13日）は、日本の弁護士（東京弁護士会所属）。西村あさひ法律事務所執行パートナー。慶應義塾大学卒業。

## 来歴・人物
渉外金融法務（特にアセット・ファイナンス）等を専門とするが、1996年以降、西村総合法律事務所（後に、西村ときわ法律事務所、西村あさひ法律事務所）の代表者（執行パートナー）として同事務所の経営に当たっており、マスメディアに対しては同事務所の経営者としてコメントをしたりインタビューに応じたりしていた。また、金融監督庁又は金融庁から破綻した保険会社の保険管理人に任命され、その破綻処理も行っていた。

## 略歴
- 1969年3月 慶應義塾大学法学部法律学科卒業
- 1971年 司法試験合格
- 1971年3月 慶應義塾大学大学院法学研究科修士課程修了（法学修士）
- 1972年 慶應義塾大学大学院法学研究科博士課程中途退学
- 1972年-1974年 司法修習（26期）
- 1974年4月 弁護士登録(東京弁護士会）[1]
- 1977年 ニューヨーク大学ロー・スクール比較法課程修了（M.C.J.）
- 1978年5月 ニューヨーク大学ロー・スクール修士課程修了（LL.M.）
- 1978年6月 ロジャース・アンド・ウェルズ法律事務所（ニューヨーク）
- 1979年7月 西村眞田法律事務所入所
- 1984年 同パートナー就任
- 1996年 西村総合法律事務所執行パートナー就任
- 1999年6月-2000年 東邦生命保険相互会社保険管理人
- 2000年6月-2001年 第百生命保険相互会社保険管理人
- 2000年8月-2001年 大正生命保険株式会社保険管理人
- 2004年4月-2007年3月 慶應義塾大学法科大学院教授（専任教員）
- 2012年10月13日　心筋梗塞により死去（満65歳没）[1]